# 公定法
公定法（こうていほう）とは、分析化学・微生物培養の分野において成分の定性分析、定量分析、微生物の培養検出を行う際、国際機関、国家若しくはそれに準ずる公定試験機関、研究所において指定された方法をいう。なおその精度の確保確認のためGood Laboratory Practiceが実施される必要がある。

## 概要
分析化学、微生物培養においてある物質の定性、若しくは定量分析を行おうとする場合、その方法は何通りも存在する場合が多い。しかしながら、全ての方法が同一の結果を導き出すとは限らないため、結果の同一性を期するため、国家が当該物質の分析法を薬局方など法律等で指定する場合がある。これら指定された方法を総称し「公定法」と称する。
日本においては鉱業、工業分野では経済産業省が定める日本工業規格（JIS）法、農林水産分野では農林水産省が定める日本農林規格（JAS）法、医薬品、食品分野では厚生労働省が定める日本薬局方、食品衛生検査指針などがそれぞれ定められており、分析結果の上申にはそれぞれの分野指定の方法で得られた試験結果を求められる場合が多い。
また、これらの下位に各種業界団体が共通して定める方法も存在し、これらも準公定法として扱われる場合もある。